# ميخائيل سترونج
ميخائيل سترونج (28 يونيو 1974 في المملكة المتحدة - ) (بالإنجليزية: Michael Strong)‏ هو لاعب كريكت بريطاني. لعب مع نادي مقاطعة نورثامبتونشير للكريكت ‏ ونادي مقاطعة ساسكس للكركيت ‏.

## وصلات خارجية
- ميخائيل سترونج على موقع إي آس بي آن كريك إنفو (الإنجليزية)